# Groß Neida
Groß Neida, obersorbisch Wulka Nydej, ist ein Dorf im Landkreis Bautzen in Sachsen. Der Ort gehört seit dem 1. Januar 1960 zur Stadt Hoyerswerda, hat jedoch keinen Ortsteilstatus und gehört zum Bereich „Altstadt“.

## Lage

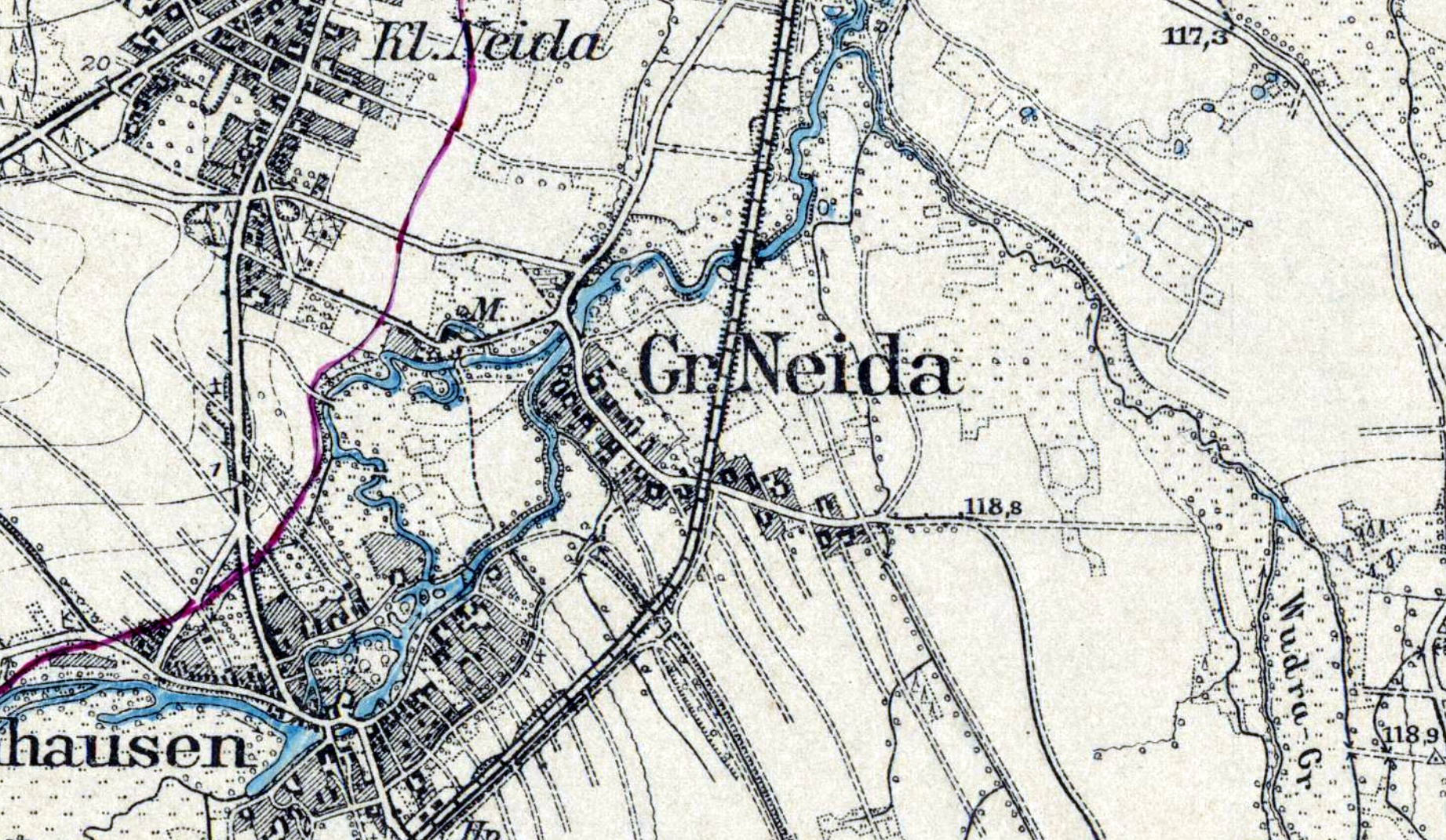
Groß Neida auf einer typografischen Karte aus dem Jahr 1920, die Lage des Ortsteils Klein Neida ist hier noch zu erkennen

Groß Neida liegt in der Oberlausitz an der Mündung der Wudra in das Hoyerswerdaer Schwarzwasser, welches wiederum nördlich von Groß Neida in die Schwarze Elster mündet. Umliegende Ortschaften sind die mit Hoyerswerda zusammengewachsene Siedlung Klein Neida im Norden, Zeißig im Osten, die Wittichenauer Ortsteile Spohla im Südwesten und Keula im Süden sowie Dörgenhausen im Westen.
Die Ortslage befindet sich etwa 500 Meter südlich der Bundesstraße 97 zwischen Bernsdorf und dem brandenburgischen Cottbus sowie knapp einen Kilometer westlich der Staatsstraße 95 zwischen Wittichenau und Hoyerswerda.

## Geschichte
Erstmals urkundlich erwähnt wurde die als Straßendorf Ortschaft Groß Neida im Jahr 1401 mit der Bezeichnung Neyt. Der aus dem Obersorbischen stammende Ortsname bedeutet „Dorf an einer Viehweide“. 1548 war der damals als guth zur Neyda bezeichnete Ort ein Vorwerk im Besitz der Standesherrschaft Hoyerswerda. Weitere Ortsnamensformen waren Neyda im Jahr 1568 und Neüda im Jahr 1758, 1831 wurde der Ort erstmals als Groß-Neida bezeichnet. Zum 30. November 1936 wurde der Ortsname durch die Nationalsozialisten im Rahmen der Germanisierung sorbischstämmiger Ortsnamen zu Groß Weidau geändert. 1947 erhielt der Ort seinen ursprünglichen Namen zurück, zeitgleich wurde der Gemeindename in Klein Neida geändert, Klein Neida war zuvor ein Ortsteil von Groß Neida.
Ab 1952 gehörte die Gemeinde zum Kreis Hoyerswerda im DDR-Bezirk Cottbus. Am 1. Januar 1960 wurde die Gemeinde Klein Neida in die Stadt Hoyerswerda eingegliedert. Nach der Wiedervereinigung kam der Kreis Hoyerswerda an den Freistaat Sachsen. Seit 2008 gehört Groß Neida zum Landkreis Bautzen.

## Bevölkerung und Sprache
Die Bevölkerung Groß Neidas setzte sich im Jahr 1568 aus 16 besessenen Mann sowie vier Gärtnern zusammen. 1777 lebten im Ort elf besessene Mann sowie sieben Gärtner- und 13 Häuslerfamilien, zudem lagen sechs Gehöfte wüst. 1825 hatte der Ort 116 Einwohner, danach stieg die Einwohnerzahl auf 249 im Jahr 1871 und 556 im Jahr 1905 an, wobei der Einwohnerzahlen seitdem von Groß und Klein Neida zusammen erhoben werden. Nach dem Ende des Zweiten Weltkrieges hatte die Gemeinde 893 Einwohner. Der größte Teil der Einwohner von Groß Neida sind überwiegend evangelisch-lutherischer Konfession, der Ort gehört zur Johannes-Kirchengemeinde in Hoyerswerda.
Groß Neida gehört zum obersorbischen Sprachgebiet. Laut der Statistik über die sorbische Bevölkerung in der Lausitz von Arnošt Muka hatte Neuwiese im Jahr 1884 258 Einwohner, davon waren 255 Einwohner Sorben (99 %) und nur drei Deutsche. Ernst Tschernik zählte 1956 in der gesamten Gemeinde einen sorbischsprachigen Bevölkerungsanteil 39,5 Prozent. Groß Neida gehört heute zum amtlichen sorbischen Siedlungsgebiet.